# 李瑞 (1922年)
李瑞（1922年—1995年），男，山西平定人，中华人民共和国政治人物，曾任黑龙江省人民政府副省长，哈尔滨工业大学党委书记、校长，天津大学党委书记。